# 대성팔족
대성팔족(大姓八族)이란 백제에 있었던 8가지 권세 있는 성씨를 말한다. 중국의 역사서인 《수서》(隋書)는 백제의 대성팔족으로 다음 8가지 성을 기록하고 있다.
사씨(沙氏)ㆍ연씨(燕氏)ㆍ리씨(刕氏)ㆍ해씨(解氏) ㆍ정씨(貞氏)ㆍ국씨(國氏) ㆍ목씨(木氏) ㆍ 백씨(苩氏)

《북사(北史)》와 《통전(通典)》 등에는 정씨(貞氏) 대신 진씨(眞氏)가 기록되어 있는데, 《삼국사기》에는 정씨 인물이 전혀 보이지 않는 점을 들어 대개 貞은 眞의 오기인 것으로 본다.
《신당서(新唐書》)에는 리씨(刕氏)가 협씨(劦氏)로 기록되어 있는데, 비슷한 모양으로 인한 오사로 본다.
청나라 건륭제 때 편찬한 《만주원류고》에서는 백제의 대성팔족 중 백씨(苩氏)를 묘씨(苗氏)로 기록하고 있는데, 한자로 백(苩)과 묘(苗) 글자가 비슷한 모양이어서 잘못 기록한 것으로 보인다.
백제 왕실이 북위의 8성 제정을 참고한 것으로 보이며, 일본의 8색성 제정까지 이어진 것으로 추정된다. 백제의 대성팔족, 북위 8성 제정, 일본의 8색성 모두 다양한 성씨 집단의 통제와 왕권 강화의 측면을 위해 제정한 것으로 볼 수 있다.

## 성씨별 주요 인물
- 사씨(沙氏): 사사노궤(沙沙奴跪)[5], 사백(沙白), 사두(沙豆), 사약사(沙若思), 사법명(沙法名), 사오(沙烏), 사택기루(沙宅己婁), 사걸(沙乞), 사택적덕(沙宅積德), 사택지적(砂宅智積) 사타상여(沙咤相如), 사택소명(沙宅紹明).
- 연씨(燕氏): 연신(燕信), 연돌(燕突), 연모(燕謨), 연회(燕會), 연비선나(燕比善那), 연문진(燕文進)
- 해씨(解氏): 해루(解婁), 해충(解忠), 해명(解明), 해구(解仇), 해수(解須).
- 진씨(眞氏): 진정(眞淨), 진로(眞老), 진가모(眞嘉謨), 진무(眞武), 진가(眞可), 진충(眞忠), 진회(眞會), 진남(眞男), 진물(眞勿), 진고도(眞高道).
- 국씨(國氏): 국사리(國沙利)[6][7], 국수다(國雖多), 국지모(國智牟), 국변성(國辨成), 국골부(國骨富).
- 목씨(木氏): 목간나(木干那), 목만치(木滿致), 목라근자(木羅斤資).
- 백씨(苩氏): 백가(苩加), 백기(苩奇), 백가(白加), 백매순(白昧淳).
- *예씨(禰氏)[8] : 예군(禰軍), 예식진(禰寔進).

## 대성팔족 활동양상[9]

### 한성기
| 년도 | 성씨 | 인명               | 출전     | 활동사항                          |
| ---- | ---- | ------------------ | -------- | --------------------------------- |
| 23   | 解   | 해루(解婁)         | 삼국사기 | 右輔, 임명기사                    |
| 34   | 解   | 해루(解婁)         | 삼국사기 | 右輔, 사망기사                    |
| 37   | 眞   | 진회(眞會)         | 삼국사기 | 右輔, 임명기사                    |
| 214  | 眞   | 진과(眞果)         | 삼국사기 | 將軍, 말갈의 석문성 습격          |
| 240  | 眞   | 진충(眞忠)         | 삼국사기 | 佐將, 중앙과 지방군사업무         |
| 246  | 眞   | 진충(眞忠)         | 삼국사기 | 佐將, 낙랑 변방 주민 습격 획득    |
| 247  | 眞   | 진충(眞忠)         | 삼국사기 | 右輔, 임명기사                    |
| 247  | 眞   | 진물(眞勿)         | 삼국사기 | 佐將, 군사업무                    |
| 261  | 眞   | 진가(眞可)         | 삼국사기 | 內頭佐平, 임명기사                |
| 312  | 解   | 해구(解仇)         | 삼국사기 | 兵官佐平, 임명기사                |
| 333  | 眞   | 진의(眞義)         | 삼국사기 | 內臣佐平, 임명기사                |
| 347  | 眞   | 진정(眞淨)         | 삼국사기 | 朝廷佐平, 임명기사                |
| 369  | 沙   | 사백(沙白)         | 일본서기 | 百濟將軍, 일본군과 함께 신라격퇴  |
| 369  | ⽊   | 목라근자(⽊羅斤資) | 일본서기 | 百濟將軍, 일본군과 함께 신라격퇴  |
| 369  | ⽊   | 목라근자(⽊羅斤資) | 일본서기 | 百濟將軍, 가라사직 복구           |
| 376  | 眞   | 진고도(眞高道)     | 삼국사기 | 內臣佐平, 임명기사, 왕의 장인     |
| 382  | 國   | 국사리(國沙利)     | 일본서기 | 가야왕자, 백제로 망명             |
| 387  | 眞   | 진가모(眞嘉謨)     | 삼국사기 | 達率, 임명기사                    |
| 390  | 眞   | 진가모(眞嘉謨)     | 삼국사기 | 兵官佐平, 임명기사                |
| 393  | 眞   | 진무(眞武)         | 삼국사기 | 佐將, 군사업무                    |
| 395  | 眞   | 진무(眞武)         | 삼국사기 | 佐將, 高句麗 침공                 |
| 398  | 眞   | 진무(眞武)         | 삼국사기 | 兵官佐平, 임명기사                |
| 398  | 沙   | 사두(沙⾖)         | 삼국사기 | 佐將, 임명기사                    |
| 403  | 眞   | 진모진(眞毛津)     | 일본서기 | 貢⼥, 百濟王이 바친 貢⼥          |
| 405  | 解   | 해충(解忠)         | 삼국사기 | 腆⽀王 즉위 전 도움               |
| 406  | 解   | 해충(解忠)         | 삼국사기 | 達率, 임명기사, 漢城 租 1천 石 줌 |
| 407  | 解   | 해수(解須)         | 삼국사기 | 內法佐平, 왕의 친척               |
| 407  | 解   | 해구(解丘)         | 삼국사기 | 兵官佐平, 왕의 친척               |
| 407  | 解   | 해구(解丘)         | 삼국사기 | 兵官佐平, 沙口城 공사 감독        |
| 414  | ⽊   | 목만치(⽊滿致)     | 일본서기 | 百濟 국정 바로 잡음               |
| 429  | 解   | 해수(解須)         | 삼국사기 | 上佐平, 임명기사                  |
| 475  | ⽊   | 목협만치(⽊劦滿致) | 삼국사기 | 문주왕을 도와 신라에 원군 요청    |

### 웅진기
| 년도 | 성씨 | 인명           | 출전     | 활동사항                      |
| ---- | ---- | -------------- | -------- | ----------------------------- |
| 478  | 解   | 해구(解仇)     | 삼국사기 | 兵官佐平, 임명기사            |
| 478  | 解   | 해구(解仇)     | 삼국사기 | 兵官佐平, 권세를 남용함       |
| 478  | 燕   | 연신(燕信)     | 삼국사기 | 恩率, 解仇와 함께 반란        |
| 478  | 眞   | 진남(眞男)     | 삼국사기 | 佐平, 반란 제압 실패          |
| 478  | 眞   | 진로(眞⽼)     | 삼국사기 | 德率, 解仇 및 燕信 妻 사살    |
| 482  | 眞   | 진로(眞⽼)     | 삼국사기 | 兵官佐平, 군사업무            |
| 484  | 沙   | 사약사(沙若思) | 삼국사기 | 內法佐平, 중국 사신 활동 실패 |
| 486  | 苩   | 백가(苩加)     | 삼국사기 | 衛⼠佐平, 임명기사            |
| 490  | 燕   | 연돌(燕突)     | 삼국사기 | 達率, 임명기사                |
| 495  | 沙   | 사법명(沙法名) | 남제서   | 兵將, 오랑캐 퇴치             |
| 495  | 解   | 해례곤(解禮昆) | 남제서   | 兵將, 오랑캐 퇴치             |
| 495  | ⽊   | 목간나(木干那) | 남제서   | 兵將, 오랑캐 퇴치             |
| 497  | 燕   | 연돌(燕突)     | 삼국사기 | 兵官佐平, 임명기사            |
| 497  | 眞   | 진로(眞⽼)     | 삼국사기 | 兵官佐平, 사망기사            |
| 501  | 苩   | 백가(苩加)     | 삼국사기 | 衛⼠佐平, 加林城 축조 및 방비 |
| 501  | 苩   | 백가(苩加)     | 삼국사기 | 佐平, 반란, 東城王 시해       |
| 501  | 解   | 해명(解明)     | 삼국사기 | 扞率, 苩加 반란 진압          |
| 501  | 解   | 해수(解讐)     | 삼국사기 | 佐平, 新羅 4성 공격           |
| 516  | ⽊   | ⽊刕不那甲背   | 일본서기 | 前部, 物部連 마중             |
| 523  | 沙   | 사오(沙鳥)     | 삼국사기 | 達率, 雙峴城 축조             |
| 529  | 燕   | 연모(燕謨)     | 삼국사기 | 佐平, 高句麗와 전쟁           |

### 사비기
| 년도 | 성씨 | 인명                   | 출전                       | 활동사항                        |
| ---- | ---- | ---------------------- | -------------------------- | ------------------------------- |
| 540  | 燕   | 연회(燕會)             | 삼국사기                   | 將軍, 우산성 공격 실패          |
| 541  | ⽊   | 목리미순(⽊刕眯淳)     | 일본서기                   | 中部 奈率, 안라회의 참석        |
| 543  | 沙   | 사택기루(沙宅己婁)     | 일본서기                   | 上佐平, 천황 조칙 논의          |
| 543  | ⽊   | 목리마나(⽊刕麻那)     | 일본서기                   | 中佐平, 천황 조칙 논의          |
| 543  | ⽊   | 목윤귀(⽊尹貴)         | 일본서기                   | 下佐平, 천황 조직 논의          |
| 543  | ⽊   | 목리미순(⽊刕眯淳)     | 일본서기                   | 德率, 천황 조칙 논의            |
| 543  | 國   | 국수다(國雖多)         | 일본서기                   | 德率, 천황 조칙 논의            |
| 543  | 燕   | 연비선나(燕比善那)     | 일본서기                   | 奈率, 천황 조칙 논의            |
| 543  | 眞   | 진모귀문(眞牟貴文)     | 일본서기                   | 奈率, 일본 파견 사신            |
| 547  | ⽊   | 목휴마나(⽊休麻那)     | 일본서기                   | 德率, 사신 교대자               |
| 547  | 眞   | 진모선문(眞慕宣文)     | 일본서기                   | 前部 德率, 구원병 요청 사신     |
| 548  | 眞   | 진모선문(眞慕宣文)     | 일본서기                   | 前部 德率, 백제 환국 요청       |
| 552  | ⽊   | 목리금돈(⽊刕今敦)     | 일본서기                   | 中部 德率, 백제 사신            |
| 553  | ⽊   | 목리금돈(⽊刕今敦)     | 일본서기                   | 中部 扞率, 귀국 기사            |
| 567  | 沙   | 사걸(沙乞)             | 삼국사기, 대동지지         | 將軍                            |
| 588  | 苩   | 백가(白加)             | 일본서기                   | 畫工, 위덕왕이 보낸 화가        |
| 606  | 燕   | 연문진(燕文進)         | 통전                       | 扞率, 武王이 보낸 사신          |
| 607  | 燕   | 연문진(燕文進)         | 수서, 북사                 | 扞率, 武王이 보낸 사신          |
| 607  | 燕   | 연문진(燕文進)         | 삼국사기                   | 扞率, 隋 조공                   |
| 611  | 國   | 국지모(國智牟)         | 수서, 북사, 통전, 책부원귀 | 高句麗 협공 기약                |
| 612  | 國   | 국지모(國智牟)         | 자치통감                   | 高句麗 협공 기약                |
| 612  | 眞   | 진야수제자(眞野首弟子) | 일본서기                   | 味摩之에게 樂舞 배움            |
| 616  | 苩   | 백기(苩奇)             | 삼국사기                   | 達率, 新羅 공격                 |
| 639  | 沙   | 사택적덕(沙宅積德)     | 미륵사금제사리봉안기       | 사택왕후의 아버지               |
| 642  | 沙   | 사택지적(砂宅智積)     | 일본서기                   | 大佐平, 사망기사                |
| 660  | 國   | 국변성(國辨成)         | 일본서기                   | 왕과 함께 포로로 잡힌 후 풀려남 |
| 663  | 沙   | 사타상여(沙咤相如)     | 자치통감                   | 백제부흥군, 20여개 성 탈환      |
| 663  | 沙   | 사타상여(沙咤相如)     | 삼국사기, 구당서           | 백제부흥군, 당에 항복           |
| 663  | 國   | 국골부(國骨富)         | 속일본기                   | 德率, 일본으로 망명             |
| 671  | 沙   | 사택소명(沙宅紹明)     | 일본서기                   | 大錦下, 임명기사                |
| 673  | 沙   | 사택소명(沙宅紹明)     | 일본서기                   | 大錦下, 사망기사                |

## 같이 보기
- 한국의 사라진 성씨
- 한국의 성씨 목록
- 웹툰 <신석기녀>